# Stenia crusalis
Stenia crusalis là một loài bướm đêm trong họ Crambidae.